# Izsak (cráter)

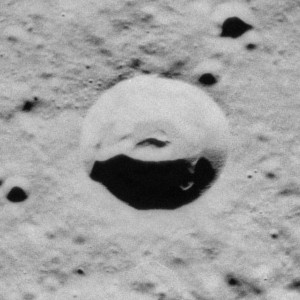
Imagen oblicua desde el Apolo 17, vista en sentido este

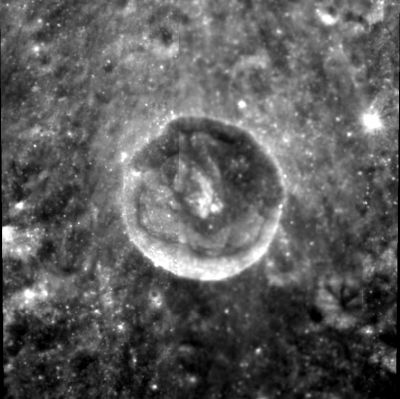
Fotografía de la misión Clementine (1994)

Izsak es un pequeño cráter de impacto que se encuentra en la cara oculta de la Luna, por lo que no puede divisarse desde la Tierra. Se encuentra a medio camino entre las llanuras amuralladas de Fermi al noreste y Milne al suroeste. Justo al sur de Izsak aparece el cráter más grande Schaeberle.
|  |

Izsak es una formación de cráter circular, casi simétrica, con un borde afilado que ha sufrido poca erosión. En el punto medio del suelo interior se sitúa un pequeño pico central.

## Cráteres satélite
Por convención estos elementos son identificados en los mapas lunares poniendo la letra en el lado del punto medio del cráter que está más cerca de Izsak.
|       | \| Izsak \| Coordenadas \| Diámetro \| \| ----- \| ------------------------------- \| -------- \| \| T \| 23°12′S 114°48′E / -23.2, 114.8 \| 14 km \| |          |
| Izsak | Coordenadas | Diámetro |
| T     | 23°12′S 114°48′E / -23.2, 114.8 | 14 km    |